# M'battane
Le m'battane est un plat traditionnel algérien originaire de Tlemcen, constitué de beignets de pommes de terre et de viande hachée, arrosés d'une sauce à la viande d'agneau et aux épices, telles le safran et la cannelle,.